# 상리스 조약

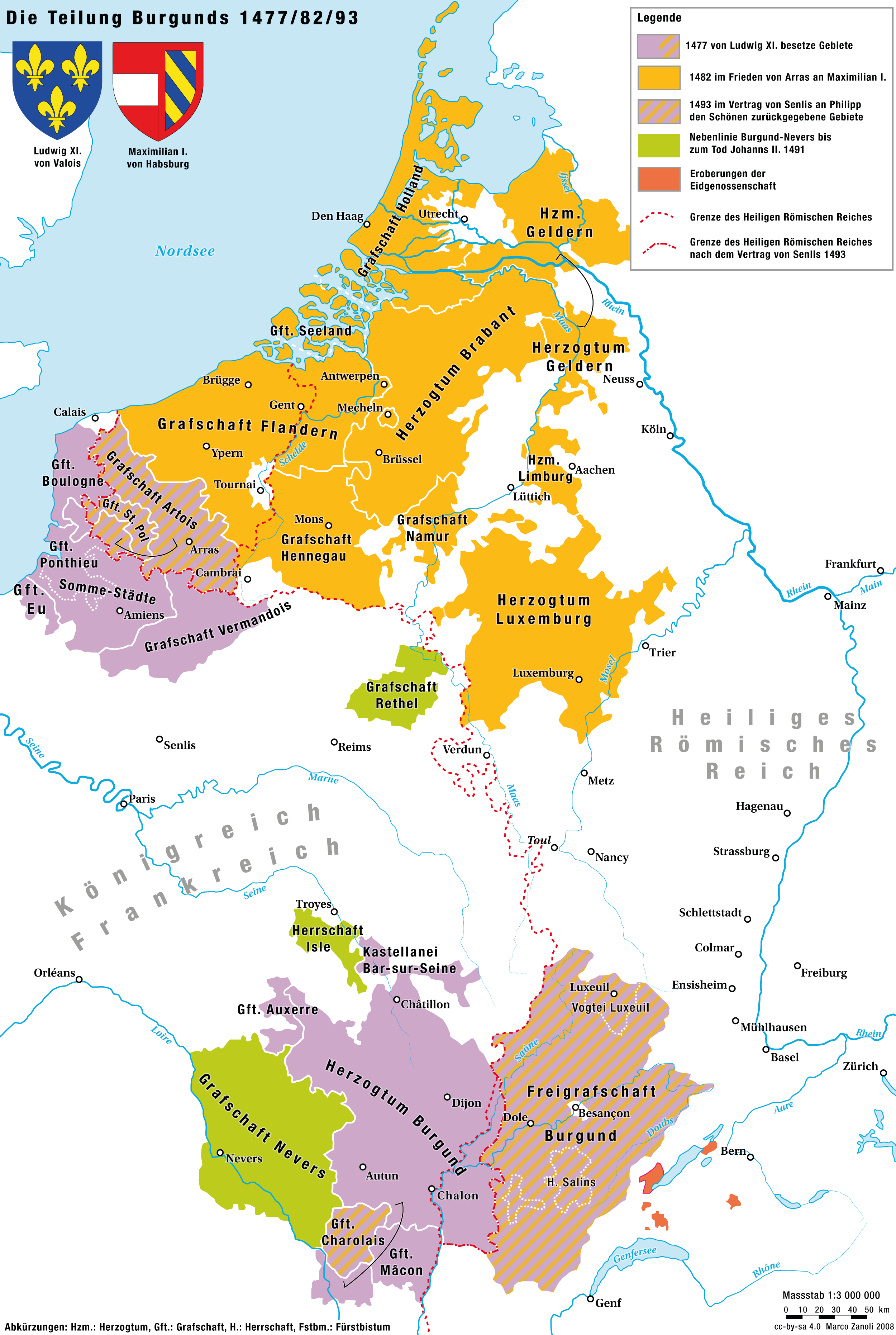
1477년과 1493년 사이 부르고뉴 영토 분할
합스부르크 가문
프랑스
느베르 백작 장 2세

상리스 조약은 1493년 5월 상리스에서 합스부르크 가문의 막시밀리안 1세와 프랑스의 국왕 샤를 8세 사이에 부르고뉴 계승에 관해 맺은 조약이다. 프랑스 왕 샤를 8세는 이탈리아 침공을 앞두고 막시밀리안 1세와 상호 중립을 위해 평화조약을 맺은후 다음해에 이탈리아의 나폴리를 점령하였다.

## 배경
최후의 발루아 가 출신 부르고뉴 공작 용담공 샤를이 1477년 낭시 전투에서 후계자를 두지 못한체 전사하였다. 프랑스 왕 루이 11세는 왕자령이었던 부르고뉴를 되찾기 위해 군대를 파견하였다. 하지만 용담공 샤를의 딸 부귀공 마리는 막시밀리안 대공과 1477년 8월에 혼인 한후에 그들의 권리를 주장하며 상속지를 지키려했다.
이 분쟁은 1479년 프랑스는 긴가트 전투에 패배하여 마리와 막시밀리안에게 유리한 상태로 결론 지어졌다. 그럼에도 마리가 1482년에 사망하자 양국은 다시 아라스 조약에 맺었다. 막시밀리안은 아라스가 포함된 아르투아 백작령과 부르고뉴를 프랑스에 넘겨야만 했고, 그의 딸 오스트리아의 마르게리타와 루이 11세의 아들 샤를의 약혼에 따른 지참금으로 부르고뉴의 일부를 프랑스에 넘겨주었다.
프랑스 왕위에 오른 샤를 8세가 브리타뉴의 상속녀 안 드 브리타뉴와 결혼하면서 기존의 약혼자인 마르게리타와는 파혼하였다. 안 드 브리타뉴는 본래 막시밀리안 1세과 약혼한 사이였기 때문에 양측의 감정은 악화되었고 마르게리타는 네덜란드로 귀국하였다.

## 조약 체결
이탈리아 침공 준비를 하던 프랑스의 샤를 8세는 1493년에 주변국가들과 상호중립을 위한 평화조약을 맺었다. 합스부르크의 막시밀리안 1세와도 상리스 조약을 맺어 일부 부르고뉴 영지를 돌려주었다. 상리스 조약에 따라, 프랑스와 네덜란드 17주 사이에 적대 행위는 공식적으로 종결되었다. 추가적으로 분쟁 지역들은 합스부르크 가문에게 넘겼고 아르투아와 플랑드르는 신성 로마 제국에 합병되었다. 그러나 프랑스는 두 지역에 여전히 강력한 법적 권리와 전초 기지를 유지할 수 있었다. 부르고뉴 공국 (디종을 수도로 하며, 돌을 수도로 하는 부르고뉴 백작령과 혼동을 유의해야함)은 프랑스에 남기로 하며, 1482년 프랑스에 양도되었다.

## 조약 체결후
1494년에 샤를 8세는 이탈리아를 침공하여 나폴리 왕국을 점령하였다.

## 참고 문헌
- Potter, David. A History of France, 1460-1560: The Emergence of a Nation-State. New Studies in Medieval History, 1995.